# Mascarauxia
Mascarauxia är ett släkte av skalbaggar. Mascarauxia ingår i familjen vivlar.
Kladogram enligt Catalogue of Life:
| Mascarauxia | \| \| Mascarauxia cyrtica \| \| \| \| |
|             | \| \| Mascarauxia cyrtica \| \| \| \| |
|             | Mascarauxia cyrtica                   |
|             |                                       |